# Tregiovo
Tregiovo (Trazóu in noneso) è una frazione del comune di Novella in provincia autonoma di Trento.

## Origini del nome

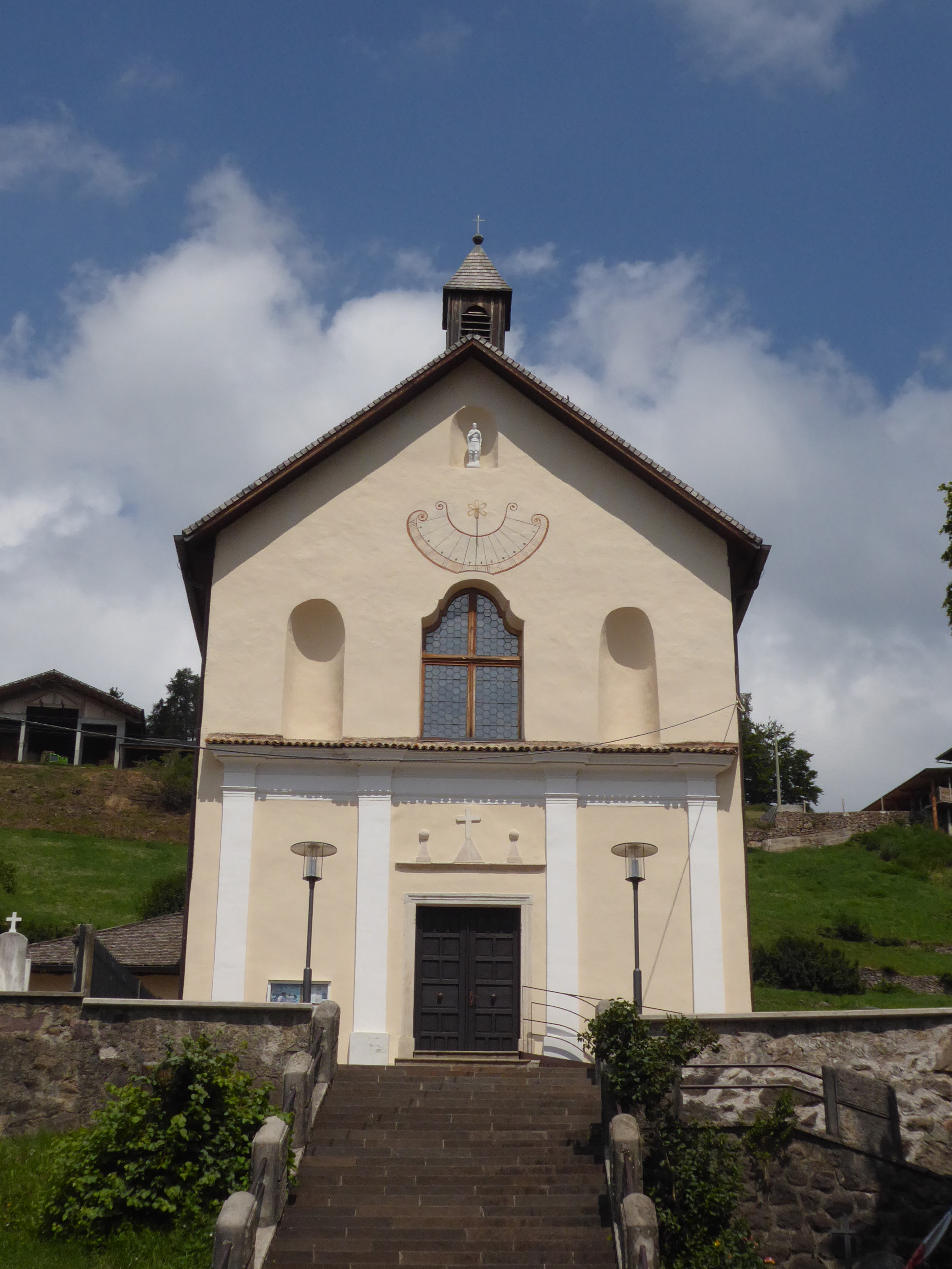
Chiesa dei Santi Maurizio e Compagni

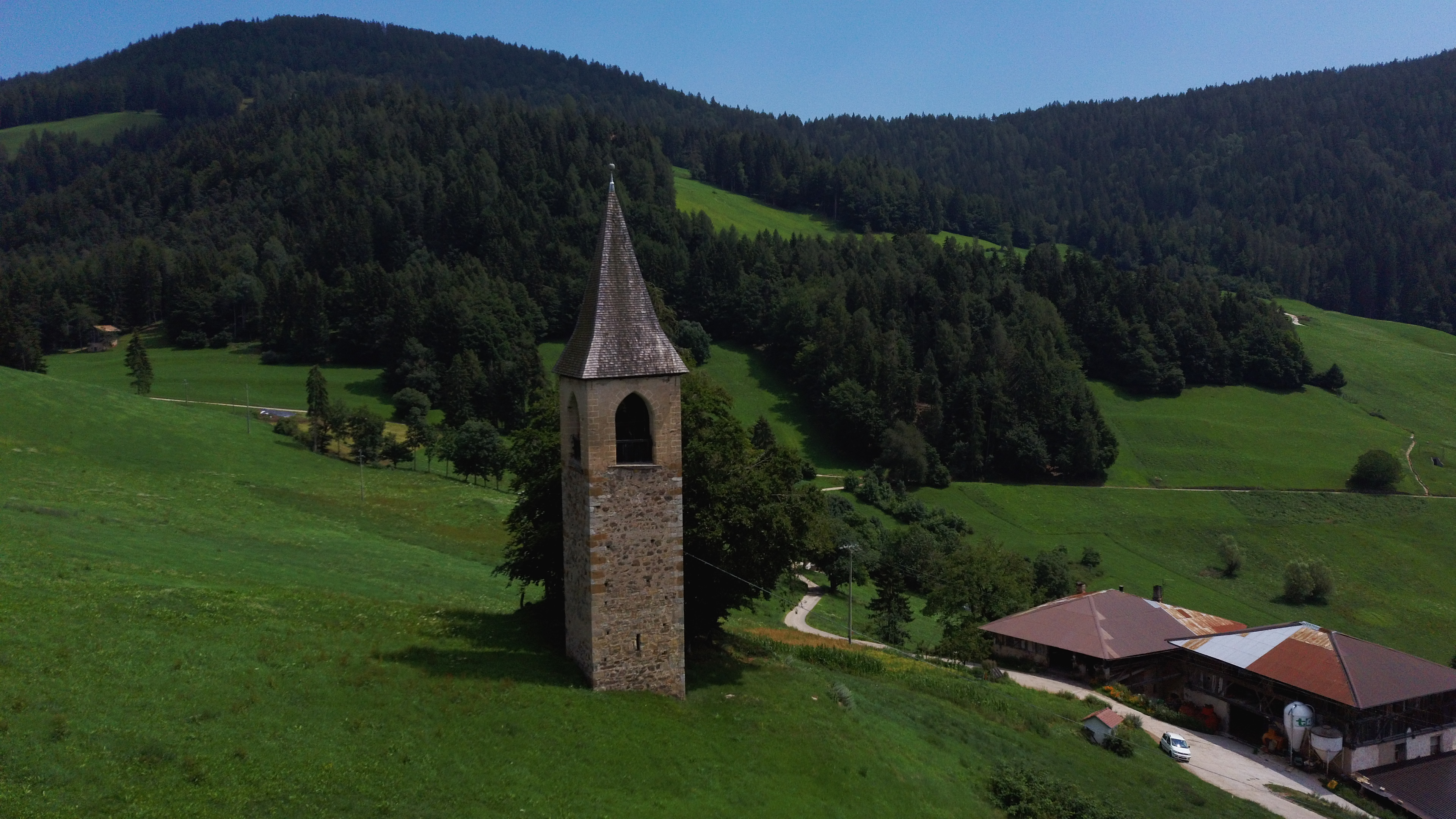
Antico campanile sul dosso di San Maurizio

Il nome è composto dalla parola latino volgare zovum preceduta dalla preposizione inter o intra, che starebbe a indicare la posizione dell'abitato "tra i giovi" o valichi di monti: Giovat di Brez, Giovat di Cloz e Monte Nuovo. La citazione più antica del toponimo è stata ritrovata in un documento andato perduto datato 1090 d.C., dove veniva citato come Trazovum.

## Monumenti e luoghi d'interesse

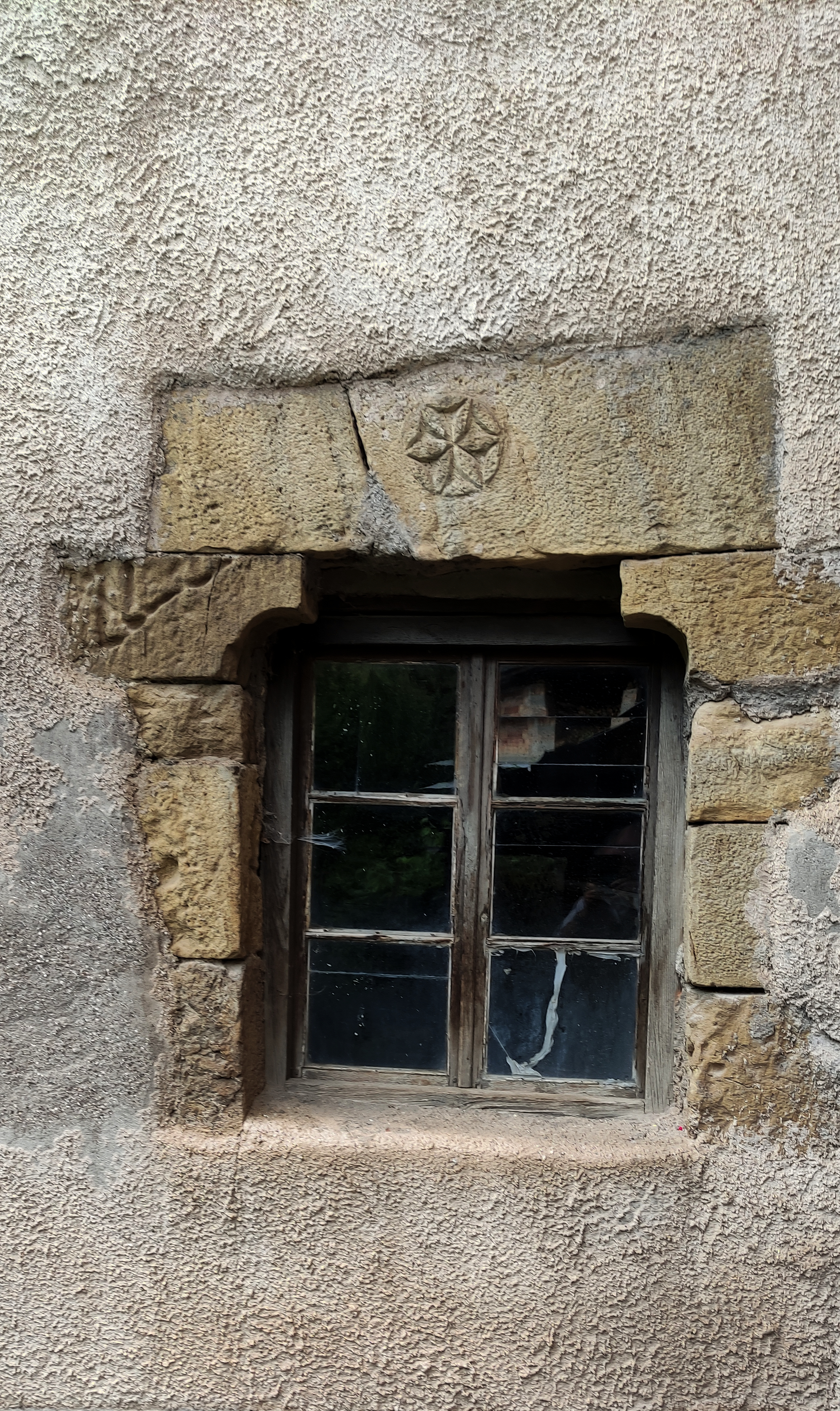
Stipite di antica porta ridotta a finestra con rosa delle alpi.

- Chiesa di San Maurizio. La chiesa, situata nel centro del paese, fu costruita nel 1788 e consacrata nel 1799. L'interno è ampio e luminoso, a una sola navata. La pala d'altare, opera di Mattia Lampi, raffigura la Madonna col Bambino. Il campanile si trova sul dosso di San Maurizio, dove un tempo sorgeva anche la chiesetta antica dedicata allo stesso santo ed è l'unico elemento rimasto dell'antico tempio.
- Nei dintorni del paese antiche miniere di piombo e argento, numerose specialmente in località alle Croniere in cui ancora oggi restano decine di buche di scavo a imbocco verticale.[3]
- Monumento ai caduti di tutte le guerre, costruito nel 2010. Si trova a fianco della scalinata che conduce alla chiesetta di San Maurizio.
- In paese stipite di antica porta con fiore a sei petali in quella che si dice essere stata un luogo di riunione dei Canòpi (minatori).

## Tradizioni
- Processione della Madonna del Rosario che si celebra ogni anno la prima domenica di ottobre.
- Processione del Corpus Domini che si celebra ogni anno nella prima metà di giugno.
- Sagra di S.Maurizio che si celebra il 22 settembre.
- Festa di S.Lucia che si celebra la notte fra il 12 e il 13 dicembre.
- Festa di mezza estate che si celebra in giugno.

## Altro
- Associazione Culturale S.Maurizio, organizza tutte le feste e manifestazioni del paese e dispone di una sala polivalente che può essere utilizzata per eventi.